# Ligne 6 du métro de Hangzhou
La ligne 6 du métro de Hangzhou (en chinois: 杭州地铁6号线) est la sixième ligne ouverte de Hangzhou. La ligne comporte 36 stations et fait une longueur totale de 58,5 km. Elle part de Goujulong au District de Shangcheng et se termine à Shuangpu, District de Xihu et Rue Guihua Ouest du District de Fuyang. La phase I (Rue Guihua Ouest/Shuangpu-Ville du siècle de Qianjiang, hors station de Rue Zhipu qui a été ouverte le 29 avril 2021) a ouvert le 30 décembre 2020. La section restante, de Fengbei à Goujulong, doit ouvrir en 2021. 

## Histoire

### Chronologie
- 30 décembre 2020 : L’ouverture de la section Shuangpu-Ville Siècle du Qianjiang et Rue Guihua Ouest-Campus de Xiangshan Académie des arts de Chine, sauf la station Ch. Zhipu.
- 29 avril 2021 : Ajouter la station Ch. Zhipu.
- 6 novembre 2021 : Prolongation de la ligne de Ville siècle du Qianjiang à Goujulong, sauf les stations Fengbei et Village des jeux asiatiques.

## Caractéristiques

### Liste des stations
Voici les stations de la ligne 6.
| Route | Route | Nom de la station | Nom de la station                               | Nom de la station                      | Correspondances             | Quartier   | Date d'ouverture |
| Route | Route | Chinois           | Français                                        | Anglais                                | Correspondances             | Quartier   | Date d'ouverture |
| ----- | ----- | ----------------- | ----------------------------------------------- | -------------------------------------- | --------------------------- | ---------- | ---------------- |
|       |       |                   |                                                 |                                        |                             |            |                  |
| ｜    | ●     | 双浦              | Shuangpu                                        | Shuangpu                               |                             | Xihu       | 30 décembre 2020 |
| ｜    | ●     | 科海路            | Rue Kehai                                       | Kehai Road                             |                             | Xihu       | 30 décembre 2020 |
| ｜    | ●     | 霞鸣街            | Rue Xiaming                                     | Xiaming Street                         |                             | Xihu       | 30 décembre 2020 |
|       |       |                   |                                                 |                                        |                             |            |                  |
| ●     | ｜    | 桂花西路          | Rue Guihua-Ouest                                | West Guihua Road                       |                             | Fuyang     | 30 décembre 2020 |
| ●     | ｜    | 公望街            | Rue Gongwang                                    | Gongwang Street                        |                             | Fuyang     | 30 décembre 2020 |
| ●     | ｜    | 阳陂湖            | Yangbeihu                                       | Yangbeihu                              |                             | Fuyang     | 30 décembre 2020 |
| ●     | ｜    | 高桥              | Gaoqiao                                         | Gaoqiao                                | 5 16                        | Fuyang     | 30 décembre 2020 |
| ●     | ｜    | 富阳客运中心      | Centre d'autocars de Fuyang                     | Fuyang Coach Center                    |                             | Fuyang     | 30 décembre 2020 |
| ●     | ｜    | 受降              | Shouxiang                                       | Shouxiang                              |                             | Fuyang     | 30 décembre 2020 |
| ●     | ｜    | 虎啸杏            | Huxiaoxing                                      | Huxiaoxing                             |                             | Fuyang     | 30 décembre 2020 |
| ●     | ｜    | 银湖              | Yinhu                                           | Yinhu                                  |                             | Fuyang     | 30 décembre 2020 |
| ●     | ｜    | 野生动物园东      | Parc Safari Est                                 | East Safari Park                       |                             | Fuyang     | 30 décembre 2020 |
| ●     | ｜    | 中村              | Zhongcun                                        | Zhongcun                               |                             | Xihu       | 30 décembre 2020 |
| ●     | ｜    | 音乐学院          | Conservatoire de musique du Zhejiang            | Zhejiang Conservatory of music         |                             | Xihu       | 30 décembre 2020 |
| ●     | ●     | 美院象山          | Campus de Xiangshan, Académie des Arts de Chine | Xiangshan Campus, China Academy of Art |                             | Xihu       | 30 décembre 2020 |
| ●     | ●     | 枫桦西路          | Rue Fenghua-Ouest                               | West Fenghua Road                      |                             | Xihu       | 30 décembre 2020 |
| ●     | ●     | 之浦路            | Chemin Zhipu                                    | Zhipu Road                             |                             | Xihu       | 29 avril 2021    |
| ●     | ●     | 西浦路            | Rue Xipu                                        | Xipu Road                              |                             | Binjiang   | 30 décembre 2020 |
| ●     | ●     | 中医药大学        | Université du médicine chinoise de Zhejiang     | Zhejiang Chinese Medical University    | 4                           | Binjiang   | 30 décembre 2020 |
| ●     | ●     | 伟业路            | Rue Weiye                                       | Weiye Road                             |                             | Binjiang   | 30 décembre 2020 |
| ●     | ●     | 诚业路            | Rue Chengye                                     | Chengye Road                           |                             | Binjiang   | 30 décembre 2020 |
| ●     | ●     | 建业路            | Rue Jianye                                      | Jianye Road                            |                             | Binjiang   | 30 décembre 2020 |
| ●     | ●     | 长河              | Changhe                                         | Changhe                                | 5                           | Binjiang   | 30 décembre 2020 |
| ●     | ●     | 江汉路            | Rue Jianghan                                    | Jianghan Road                          |                             | Binjiang   | 30 décembre 2020 |
| ●     | ●     | 江陵路            | Chemin Jiangling                                | Jiangling Road                         | 1                           | Binjiang   | 30 décembre 2020 |
| ●     | ●     | 星民              | Xingmin                                         | Xingmin                                |                             | Binjiang   | 30 décembre 2020 |
| ●     | ●     | 奥体中心          | Centre des sports Olympique                     | Olympic Sports Centre                  | 7                           | Binjiang   | 30 décembre 2020 |
| ●     | ●     | 博览中心          | Centre d'exposition                             | Expo Center                            |                             | Xiaoshan   | 30 décembre 2020 |
| ●     | ●     | 钱江世纪城        | Ville siècle du Qianjiang                       | Qianjiang Century City                 | 2                           | Xiaoshan   | 30 décembre 2020 |
| ｜    | ｜    | 丰北              | Fengbei                                         | Fengbei                                |                             | Xiaoshan   | Non ouvert       |
| ｜    | ｜    | 亚运村            | Village des jeux asiatique                      | Asian Games Village                    |                             | Xiaoshan   | Non ouvert       |
| ●     | ●     | 三堡              | Sanbao                                          | Sanbao                                 | 9                           | Shangcheng | 6 novembre 2021  |
| ●     | ●     | 昙花庵路          | Rue Tanhua'an                                   | Tanhua'an Road                         |                             | Shangcheng | 6 novembre 2021  |
| ●     | ●     | 元宝塘            | Yuanbaotang                                     | Yuanbaotang                            |                             | Shangcheng | 6 novembre 2021  |
| ●     | ●     | 火车东站 (东广场) | Gare de l'Est (Square Est)                      | East Railway Station (East Square)     | 1 4 19 Gare de Hangzhou-Est | Shangcheng | 6 novembre 2021  |
| ●     | ●     | 枸桔弄            | Goujulong                                       | Goujulong                              |                             | Shangcheng | 6 novembre 2021  |
|       |       |                   |                                                 |                                        |                             |            |                  |

Quelques stations de la ligne
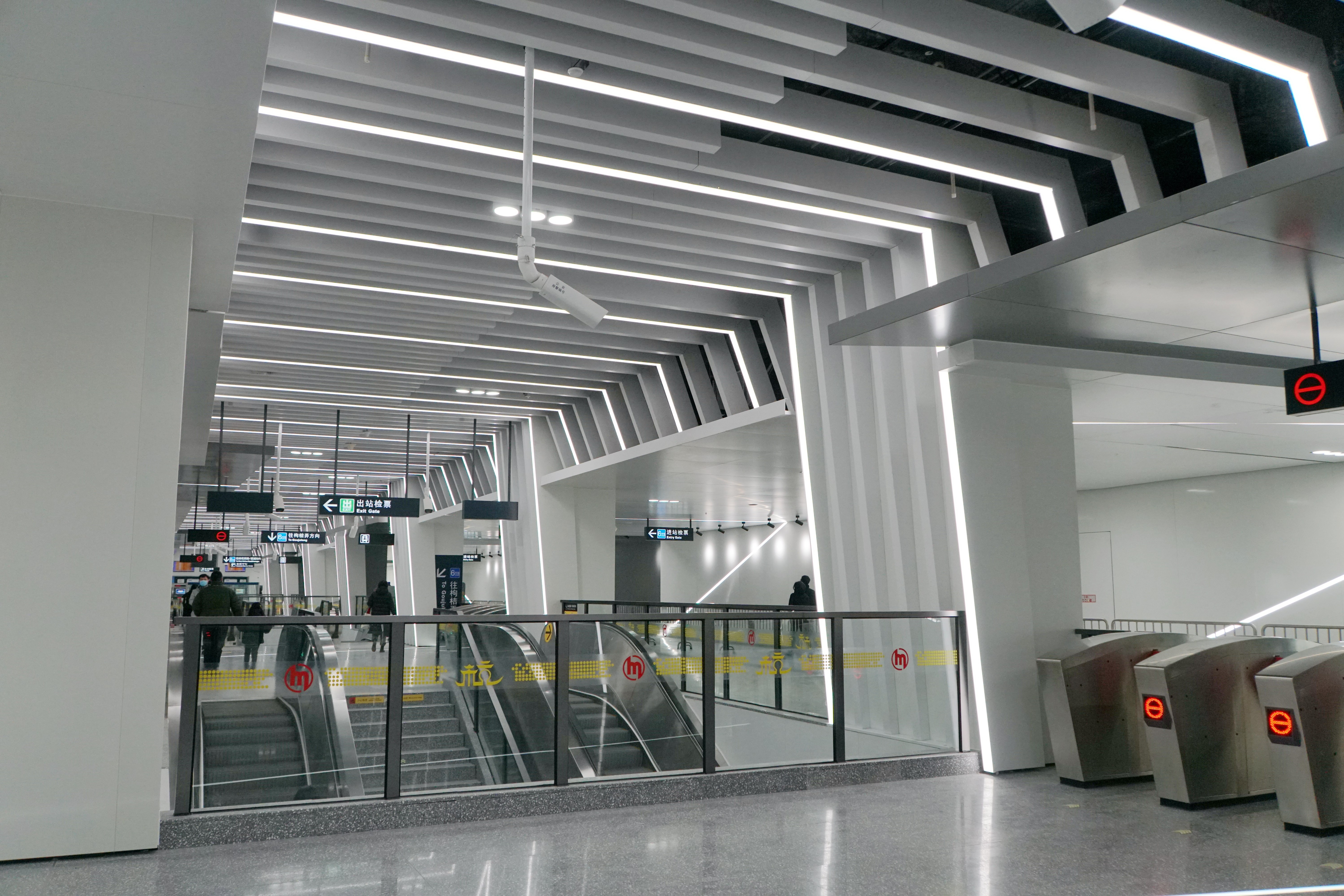
Station Campus de Xiangshan, Académie des Arts de Chine
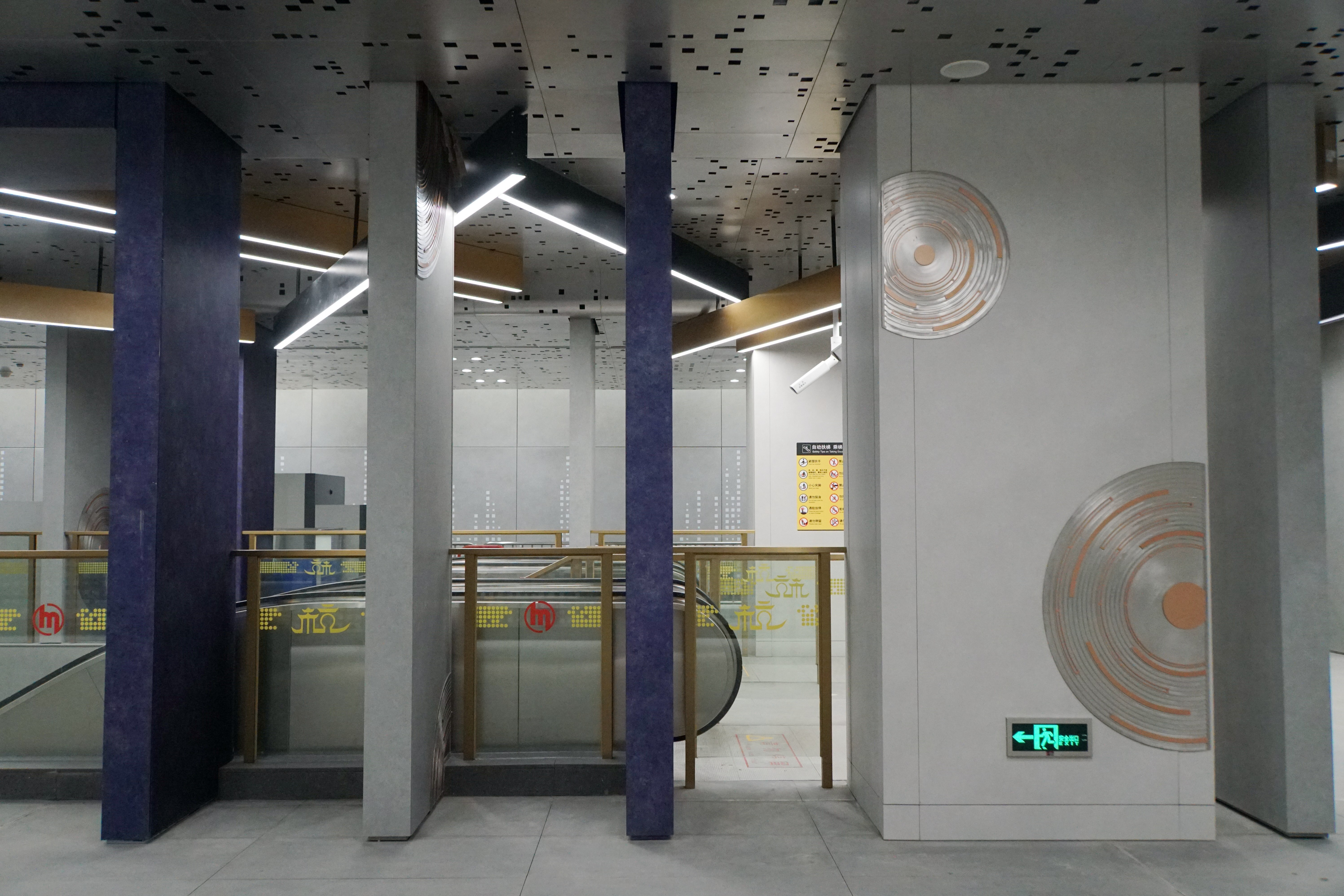
Station Conservatoire de musique du Zhejiang.
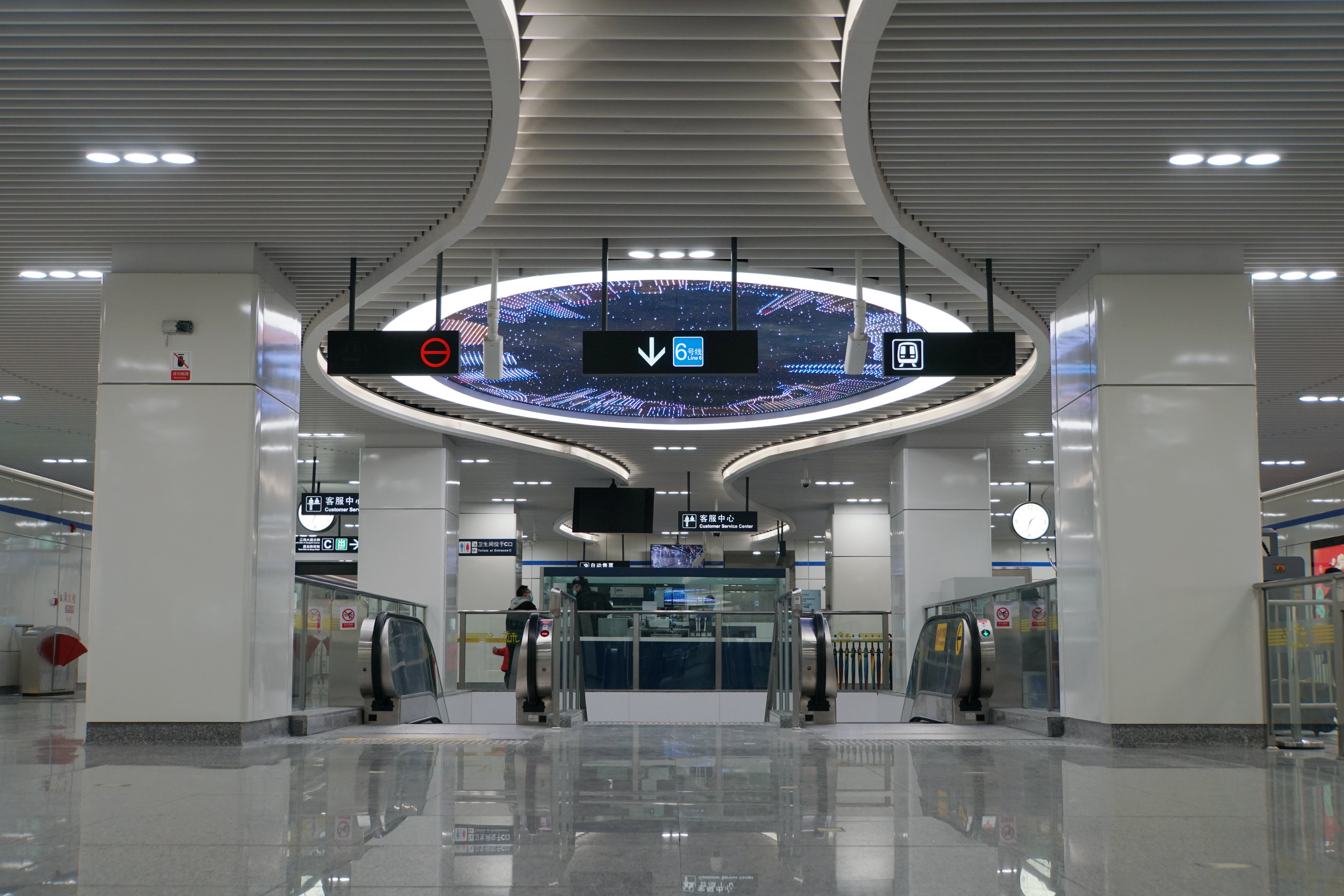
Station Rue Jianye .
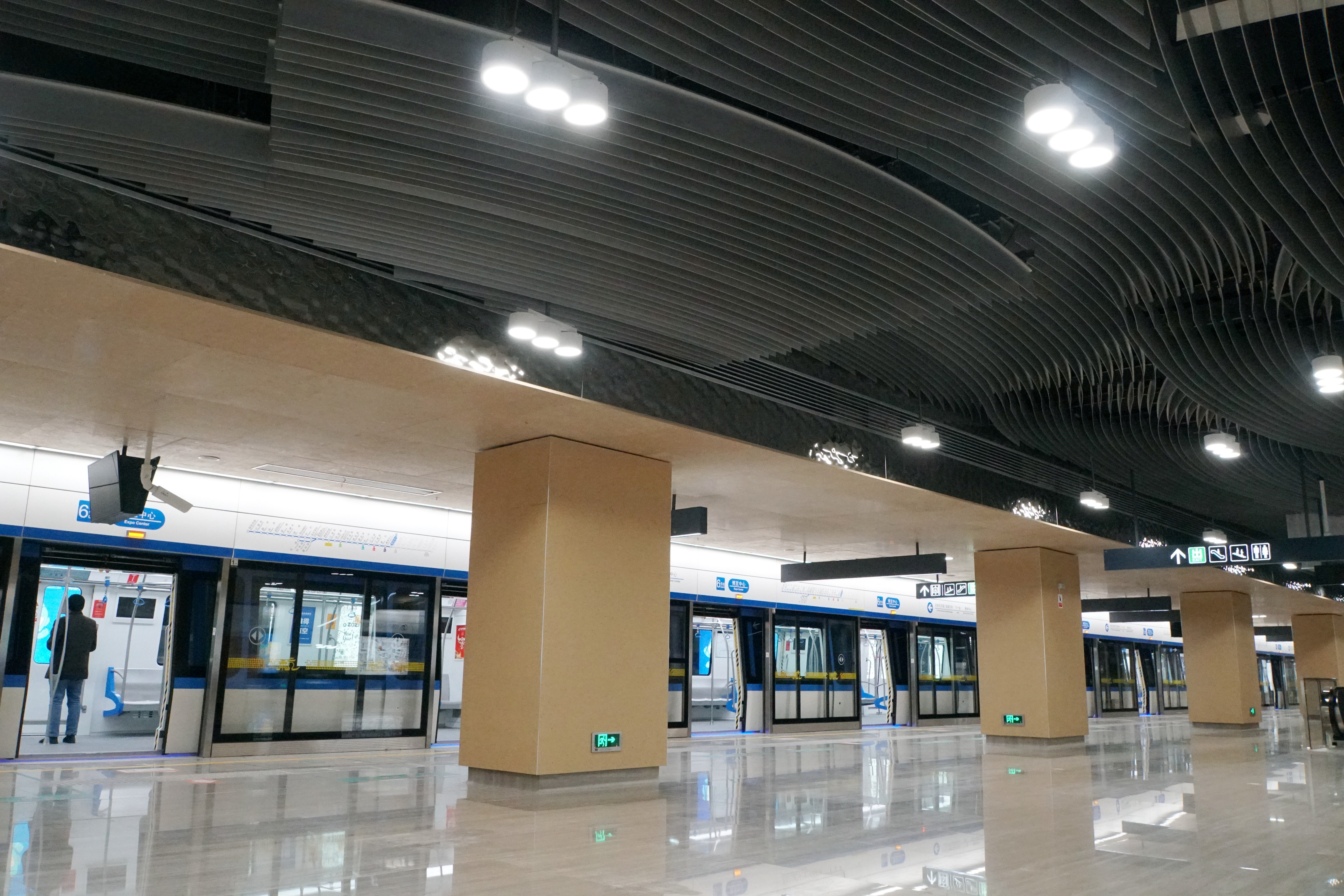
Station Centre d'Exposition.